# 2-й Ковальський провулок (Житомир)
2-й Ковальський провулок — провулок в Корольовському районі міста Житомир. 

## Розташування
Розташований у завокзальній частині міста. Бере початок від Нобелівської вулиці. Завершується у 1-му провулку Матросова. 

## Історія
Станом на початок XX століття місцевості за місцем розташування майбутнього провулка притаманна заболоченість.  
Провулок виник після Другої світової війни на вільних від забудови землях між переважно сформованими до початку Другої світової війни садибами нинішніх вулиці Сергія Параджанова та 1-го Новогоголівського провулка. У 1959 році провулку надана назва «2-й Кузнєчний провулок», яка пояснюється тим, що провулок проходив паралельно тодішній Кузнєчної вулиці. Станом на 1968 рік провулок та його забудова сформовані. 